# 이나바 마사카쓰

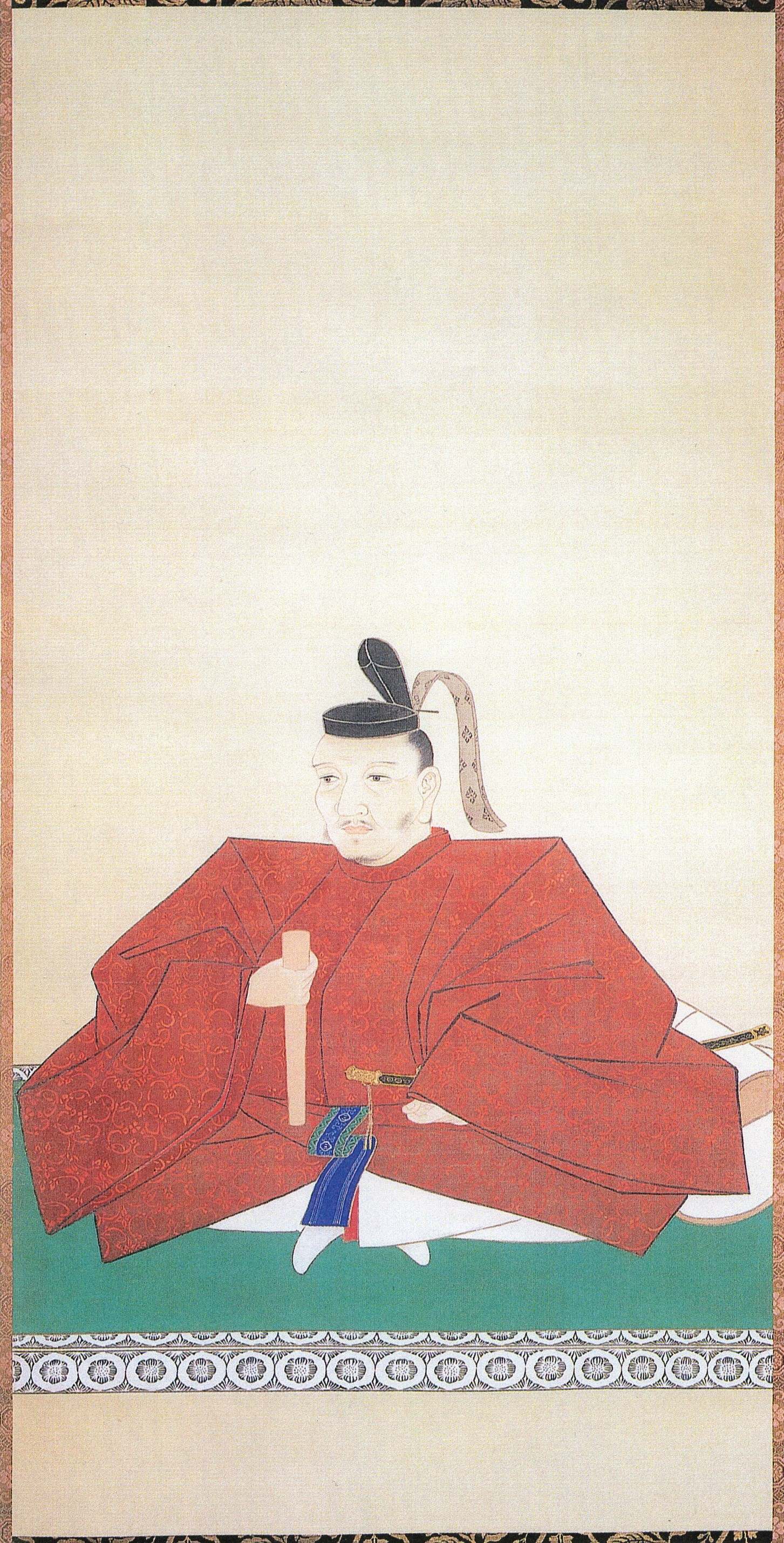
이나바 마사카쓰

이나바 마사카쓰(일본어: 稲葉正勝)는 에도 시대 전기의 다이묘, 노중이다. 히타치 가키오카번주(常陸柿岡藩主), 시모쓰케 모카 번(下野真岡藩) 제2대 번주, 사가미 오다와라번(相模小田原藩) 초대 번주이다. 이나바 씨 마사나리 파 종가(正成系稲葉家宗家) 제2대 당주이다.
에도 막부 다이로 홋타 마사토시의 아버지 홋타 마사모리는 마사카쓰의 조카이다.

## 같이 보기
- 가스가노쓰보네 - 친모
- 홋타 마사모리 - 고종사촌

| 전임 이나바 마사나리 | 제2대 모카 번 번주 (이나바가) 1628년 ~ 1632년 | 후임 폐번 |

| 전임 아베 마사쓰구 | 제1대 오다와라번 번주 (이나바가) 1632년 ~ 1634년 | 후임 이나바 마사노리 |